# Campingvogn
Campingvogne er nutidens flytbare hjem. De hægtes på bilens trækkrog, og man er hurtigt ude i naturen. De forhandles i mange forskellige størrelser og udformninger; mange af dem har i dag alle bekvemmeligheder.
De kan anvendes hele året, specielt de typer som har centralvarme er meget populære som vintervogne i Skandinavien.

## Udstyr
Campingvogne kan overordnet set opdeles i fem forskellige indretningstyper:
- Med siddegrupper
- Med dobbeltseng
- Med enkeltsenge
- Med køjer
- Specialindrettede

En moderne campingvogn er en komfortabel mobil fritidsbolig, der kan være udstyret med lige så meget komfort, som i mange sommerhuse, f.eks. med rundsiddegruppe, dinette, køkken, toiletrum, sove- og børneværelse, centralvarme, vandbåret eller elektrisk gulvvarme, gasvarme med eller uden blæsevarme, varmt og koldt vand, toilet med brusekabine, gas- eller mikroovn, grill, køleskab med eller uden separat fryser, der kan køre på både gas, 12 og 230 volt.